# Raimund von Toledo
Raimund von Toledo war Bischof von Osma und dann 1125/26 bis 1152/51 Erzbischof von Toledo.
Er sorgte für die Kultivierung der Tajo-Region durch Bewässerungsanlagen und förderte Gelehrte, die Werke arabischer Philosophen und Naturwissenschaftler ins Lateinische übersetzten. Ob er die Übersetzerschule von Toledo errichtete, ist nicht eindeutig erwiesen.